# بخش انترلکان
بخش انترلکان یکی از بخشهای کانتون برن  در کشور سوئیس است.